# Mala Powers
Mala Powers, nata Mary Ellen Powers (San Francisco, 20 dicembre 1931 – Burbank, 11 giugno 2007), è stata un'attrice statunitense.

## Biografia
Nativa di San Francisco, figlia di un executive dell'agenzia di informazione United Press International, Mala Powers si trasferì con la famiglia a Los Angeles nel 1940, quando era ancora bambina. L'anno successivo iniziò a frequentare la scuola di recitazione Max Reinhardt Junior Workshop e nel 1942 ottenne il suo primo ruolo cinematografico nel film Tough as They Come, prodotto dalla Universal Pictures e interpretato dai Dead End Kids, ragazzi attori molto popolari all'epoca.
Nel 1947, all'età di sedici anni, debuttò alla radio e interpretò diversi lavori radiofonici come Cisco Kid, Lux Radio Theatre e Screen Guild on the Air. In quest'ultimo programma conobbe l'attrice e regista Ida Lupino, che la sottopose a un provino e le affidò il ruolo di protagonista nel film che stava per dirigere, il drammatico La preda della belva (1950). Nel ruolo di Ann Walton, una ragazza che subisce violenza e ne rimane sconvolta al punto da dover ricorrere alla psicanalisi, la Powers diede buona prova delle sue doti di interprete.

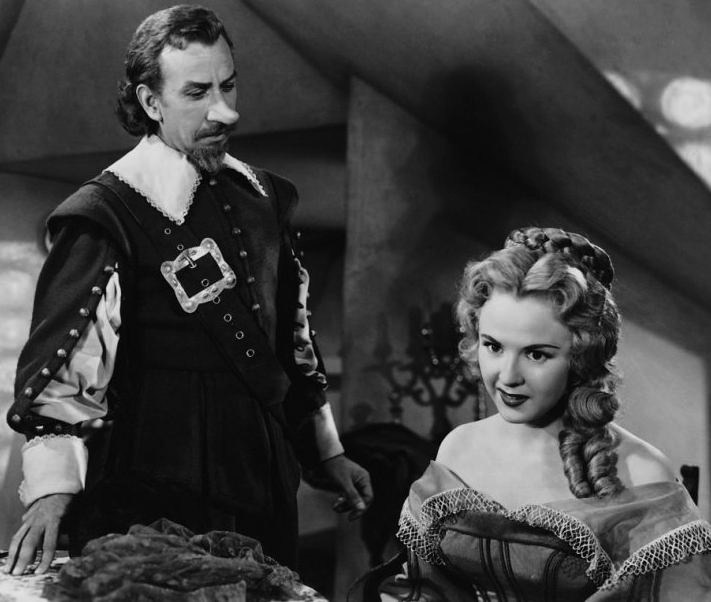
con José Ferrer nel film Cirano di Bergerac (1950)

Nello stesso anno la Powers apparve in un ruolo secondario ne La porta dell'inferno (1950), accanto a Dana Andrews e Farley Granger, e subito dopo ebbe la grande occasione della sua carriera in Cirano di Bergerac (1950), la versione cinematografica della commedia di Edmond Rostand che venne prodotta da Stanley Kramer, diretta da Michael Gordon e interpretata dall'attore di origine portoricana José Ferrer. La Powers ottenne una nomination al Golden Globe per la migliore attrice debuttante, grazie alla sua brillante interpretazione della bella Rossana, amata dal cugino Cirano ma a sua volta innamorata di Cristiano, cadetto di Guascogna.
Avviata verso una luminosa carriera cinematografica, alla fine del 1951 l'attrice partì per una tournée di intrattenimento destinata alle truppe americane impegnate nel conflitto in Corea. Durante il tour, contrasse una grave infezione del sangue che la mise in pericolo di vita. Una successiva reazione allergica ai medicinali antibiotici le causò seri danni al midollo osseo e la costrinse a una degenza in ospedale che si protrasse per molti mesi durante la prima metà del 1952.
La gravità della malattia e il lento recupero costrinsero la Powers a riprendere la propria carriera con molta cautela. Nel 1952 girò un unico film, il western La vendicatrice dei Sioux, in cui ebbe il ruolo della protagonista, Rose of Cimarron. L'anno successivo lavorò accanto a Robert Ryan ed Anthony Quinn in La città sommersa (1953), incentrato su un'avventurosa caccia al tesoro nel mare dei Caraibi, e fu partner di Gig Young nel poliziesco La città che non dorme (1953). L'anno successivo fu ancora impegnata in un'unica pellicola, il western Sangue e metallo giallo (1954), in cui fece coppia con Lex Barker.
Dal 1955 la Powers tornò a recitare con una certa regolarità. A film d'avventura come La moschea nel deserto (1955), e western come L'agente speciale Pinkerton (1955) e Il cavaliere della tempesta (1957), iniziò ad affiancare le partecipazioni televisive in popolari serie antologiche come The Ford Television Theatre (1955-1956) e telefilm come I racconti del West (1957), Carovane verso il West (1958) e Bonanza (1959). Per il grande schermo si cimentò anche nel genere fantascientifico, allora assai in voga, con Il colosso di New York (1958), storia di un robot a cui viene trapiantato il cervello di un illustre scienziato defunto.
Dall'inizio degli anni sessanta la Powers recitò quasi esclusivamente per il piccolo schermo. Apparve nel ruolo di Rebecca, moglie del pioniere ed esploratore statunitense Daniel Boone (Dewey Martin) in quattro puntate della serie Disneyland (1960-1961), e recitò in cinque episodi della serie poliziesca Perry Mason, fra cui The Case of the Weary Watchdog (1962), nel ruolo di Janet Brent, amica di Della Street (la segretaria di Mason), e The Case of the Frightened Fisherman (1964), nella parte di Helen Bradshow, l'assassina dell'episodio. Ebbe inoltre un ruolo ricorrente, quello di Mona Williams, nella sitcom Hazel, di cui interpretò dieci episodi tra il 1965 e il 1966.
Dagli anni settanta l'attrice apparve sulle scene in maniera sempre più sporadica. Si dedicò alla narrativa e scrisse con successo alcuni racconti per ragazzi, tra cui Follow the Star, Follow the Year e Dial a Story. Tra le sue ultime significative apparizioni sul piccolo schermo, da ricordare quella nel ruolo di Marian Crane nel primo episodio della serie Un uomo per la città (1971), accanto a Anthony Quinn (che era stato suo partner cinematografico in La città sommersa), e quelle in Charlie's Angels (1978) e La signora in giallo (1990).
Negli ultimi anni della sua vita, la Powers fu appassionata sostenitrice del metodo interpretativo dell'attore russo Michael Chekhov e contribuì alla divulgazione di tale metodo con lezioni di recitazione, tournée e letture pubbliche, promuovendo la tecnica di Checkhov attraverso pubblicazioni e documentari audio e video e contribuendo a fondare la National Michael Checkhov Association.

## Vita privata
Dal primo matrimonio con l'agente immobiliare Monte Vanton, che sposò il 2 novembre 1954, la Powers ebbe un figlio, Toren Michael, nato il 31 agosto 1957.
Dopo il divorzio da Vanton nel 1962, nel 1970 l'attrice si risposò con il facoltoso editore M. Hughes Miller, con il quale si stabilì nella località californiana di Toluca Lake. Il matrimonio durò fino alla morte di Miller, avvenuta nel 1989.
La Powers morì l'11 giugno 2007 a Burbank, all'età di settantacinque anni, per le complicazioni di una leucemia.

## Filmografia

### Cinema
- Tough As They Come, regia di William Nigh (1942) (non accreditata)
- La porta dell'inferno (Edge of Doom), regia di Mark Robson (1950)
- La preda della belva (Outrage), regia di Ida Lupino (1950)
- Cirano di Bergerac (Cyrano de Bergerac), regia di Michael Gordon (1950)
- La vendicatrice dei Sioux (Rose of Cimarron), regia di Harry Keller (1952)
- La città sommersa (City Beneath the Sea), regia di Budd Boetticher (1953)
- La città che non dorme (City That Never Sleeps), regia di John H. Auer (1953)
- Geraldine, regia di R.G. Springsteen (1953)
- Sangue e metallo giallo (The Yellow Mountain), regia di Jesse Hibbs (1954)
- L'agente speciale Pinkerton (Rage at Dawn), regia di Tim Whelan (1955)
- La moschea nel deserto (Bengazi), regia di John Brahm (1955)
- Il cavaliere della tempesta (The Storm Raider), regia di Edward Bernds (1957)
- Tammy fiore selvaggio (Tammy and the Bachelor), regia di Joseph Pevney (1957)
- The Unknown Terror, regia di Charles Marquis Warren (1957)
- Death in Small Doses, regia di Joseph M. Newman (1957)
- Man on the Prowl, regia di Art Napoleon (1957)
- Il colosso di New York (The Colossus of New York), regia di Eugène Lourié (1958)
- Sierra Baron, regia di James B. Clark (1958)
- Fear No More, regia di Bernard Wiesen (1961)
- Il tesoro segreto di Cleopatra (Flight of the Lost Balloon), regia di Nathan Juran (1961)
- Gioco d'azzardo (Rogue's Gallery), regia di Leonard Horn (1968)
- Minuto per minuto senza respiro (Daddy's Gone A-Hunting), regia di Mark Robson (1969)
- Doomsday Machine, regia di Harry Hope e Lee Sholem (1972)
- Allá donde muere el viento, regia di Fernando Siro (1976)
- Seis pasajes al infierno, regia di Fernando Siro (1982)
- Lotta di potere - Hitters (Hitters), regia di Eric Weston (2002)
- The Connextion, regia di Jonathan Phillips (2005)

### Televisione
- Studio 57 – serie TV, 1 episodio (1955)
- Appointment with Adventure – serie TV, 1 episodio (1955)
- Celebrity Playhouse – serie TV, episodio 1x14 (1955)
- The Ford Television Theatre – serie TV, 2 episodi (1955-1956)
- On Trial – serie TV, 1 episodio (1956)
- Mr. Adams and Eve – serie TV, episodio 1x05 (1957)
- Crossroads – serie TV, episodio 2x25 (1957)
- I racconti del West (Dick Powell's Zane Grey Theater) – serie TV, 1 episodio (1957)
- Undercurrent – serie TV, 1 episodio (1957)
- Matinee Theatre – serie TV, 1 episodio (1957)
- Carovane verso il West (Wagon Train) – serie TV, 1 episodio (1958)
- Ricercato vivo o morto (Wanted: Dead or Alive) – serie TV, episodio 1x10 (1958)
- The Further Adventures of Ellery Queen – serie TV, episodio 1x12 (1958)
- The Restless Gun – serie TV, episodi 2x10-2x17 (1958-1959)
- Bonanza – serie TV, episodio 1x08 (1959)
- Bourbon Street Beat – serie TV, episodio 1x11 (1959)
- Tombstone Territory – serie TV, 1 episodio (1960)
- The Rebel – serie TV, 1 episodio (1960)
- Bronco – serie TV, 1 episodio (1960)
- Sugarfoot – serie TV, episodio 3x16 (1960)
- L'uomo e la sfida (The Man and the Challenge) – serie TV, episodio 1x33 (1960)
- Lock-Up – serie TV, episodio 2x07 (1960)
- Maverick – serie TV, episodio 4x19 (1961)
- Surfside 6 – serie TV, episodio 1x24 (1961)
- Disneyland – serie TV, 4 episodi (1960-1961)
- General Electric Theater – serie TV, episodio 9x29 (1961)
- Lawman – serie TV, 1 episodio (1961)
- Cheyenne – serie TV, episodi 4x12-6x02 (1960-1961)
- The Bob Cummings Show – serie TV, 1 episodio (1961)
- Thriller – serie TV, episodio 2x25 (1962)
- Everglades – serie TV, episodi 1x18-1x24-1x27 (1962)
- Indirizzo permanente (77 Sunset Strip) – serie TV, episodio 4x28 (1962)
- Gli uomini della prateria (Rawhide) – serie TV, episodio 4x25 (1962)
- The Gallant Men – serie TV, episodio 1x10 (1962)
- Hawaiian Eye – serie TV, 4 episodi (1960-1963)
- The Wide Country – serie TV, episodio 1x19 (1963)
- Il dottor Kildare (Dr. Kildare) – serie TV, 1 episodio (1964)
- Sotto accusa (Arrest and Trial) – serie TV, episodio 1x29 (1964)
- The Crisis – serie TV, 1 episodio (1964)
- Organizzazione U.N.C.L.E. (The Man from U.N.C.L.E.) – serie TV, 1 episodio (1965)
- Perry Mason – serie TV, 5 episodi (1959-1966)
- Hazel – serie TV, 10 episodi (1965-1966)
- Selvaggio west (The Wild Wild West) – serie TV, episodio 2x04 (1966)
- Codice Gerico (Jericho) – serie TV, episodio 1x12 (1966)
- Missione impossibile (Mission: Impossible) – serie TV, 1 episodio (1967)
- Daniel Boone – serie TV, 1 episodio (1967)
- L'orso Ben (Gentle Ben) – serie TV, 1 episodio (1967)
- Vita da strega (Bewitched) – serie TV, 2 episodi (1967-1968)
- Arrivano le spose (Here Come the Brides) – serie TV, 1 episodio (1969)
- Ironside – serie TV, 1 episodio (1970)
- The Silent Force – serie TV, 1 episodio (1970)
- Un uomo per la città (The Man and the City) – serie TV, 1 episodio (1971)
- The Fisher Family – serie TV, 1 episodio (1972)
- Switch – serie TV, 1 episodio (1977)
- Charlie's Angels – serie TV, episodio 2x26 (1978)
- La signora in giallo (Murder, She Wrote) – serie TV, episodio 7x04 (1990)

## Doppiatrici italiane
- Renata Marini in La città sommersa, Sangue e metallo giallo, La vendicatrice dei Sioux
- Rosetta Calavetta in Cirano di Bergerac
- Tina Lattanzi in La città che non dorme
- Micaela Giustiniani in Tammy fiore selvaggio
- Maria Pia Di Meo in Il colosso di New York